# Équipe cycliste Transvemij-Van Schilt
L'équipe cycliste Transvemij-Van Schilt était une équipe néerlandaise de cyclisme professionnel sur route créée en 1980 et dissoute en 1987. L'équipe TVM lui a succédé. Elle porte le nom d'Elro Snacks-Rogelli en 1980, Femis Bank-Elro Snacks en 1981, B & S Wegenbouw-Elro Snacks en 1982, Elro Snacks-Auto Brabant de 1982 à 1984 et Nikon-Van Schilt-Elro Snacks en 1985. Elle a pour directeurs sportifs Jos Elen, Guillaume Driessens et Piet Bos.
L'équipe participe au Tour d'Italie 1987 sans toutefois remporter d'étape. On notera en revanche les victoires de Frank Verleyen sur le Circuit du Pays de Waes en 1986 et sur la Coupe Sels la même année.